# Abraham van den Hecken

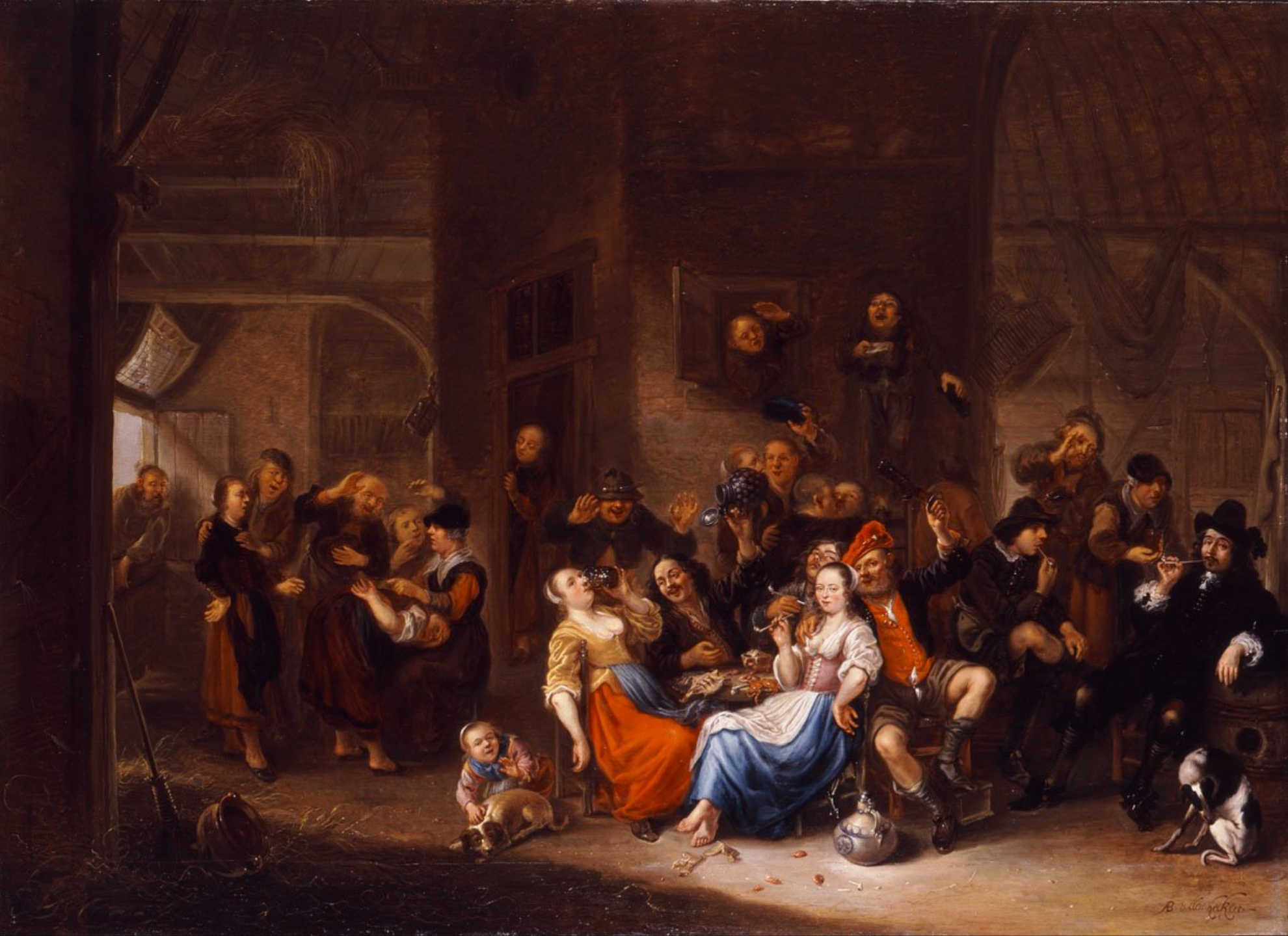
Fröhliche Gesellschaft in einem Wirtshaus

Abraham van den Hecken (Nachname auch van den Hecke, van den Heck, van den Heckius oder van Kerken, geboren zwischen 1610 und 1620 in Antwerpen; gestorben zwischen 1655 und 1669 in Amsterdam oder Den Haag) war ein niederländischer Maler des Barock.

## Leben und Werk
Die genauer Lebensdaten von Abraham von der Hecken sind nicht bekannt. Sein Vater, Samuel van den Hecken (um 1595–nach 1637), war ebenfalls Maler und sein Lehrer. Die Schwester Magdalena van den Hecken (Lebensdaten unbekannt) schuf als Malerin mehrere Blumenstillleben. Abraham van den Hecken wuchs in Antwerpen auf und zog als junger Mann nach Amsterdam, wo er 1635 Catharina Lundens, die Schwester des Malers Gerrit Lundens, heiratete. Abraham van den Hecken lebte bis 1645 in Amsterdam, hielt sich 1647 in Den Haag auf, war danach wieder in Amsterdam und besuchte 1652 London. Anschließend ist sein Aufenthalt 1653–1655 in Den Haag nachgewiesen; später verliert sich seine Spur. 
Van der Hecken schuf zunächst Genrebilder mit der Schilderung des bäuerlichen Lebens. Danach wandte er sich religiösen Motiven zu, schuf aber auch Porträts von Wissenschaftlern und Auftragsbildnisse. Zudem ist ein Landschaftsbild mit Jagdhunden des Malers bekannt.

## Werke in öffentlichen Sammlungen
- Porträt Cornelis Jansz Meyer, Rijksmuseum Amsterdam
- Das geschlachtete Rind, Rijksmuseum Amsterdam
- Fröhliche Gesellschaft in einem Wirtshaus, Museum der Schönen Künste, Budapest
- Zwei Jagdhunde, Eremitage, Sankt Petersburg